# 188894 Gerberlouis
188894 Gerberlouis è un asteroide della fascia principale. Scoperto nel 2006, presenta un'orbita caratterizzata da un semiasse maggiore pari a 2,3830542 au e da un'eccentricità di 0,0998227, inclinata di 4,20478° rispetto all'eclittica.